# علي مومن
علي مومن  (1977 الجزائر) هو لاعب كرة قدم جزائري.

## روابط خارجية
- علي مومن على موقع قاعدة بيانات كرة القدم.إي يو (الإنجليزية)
- علي مومن على موقع ناشيونال فوتبول تيمز (الإنجليزية)